# Oshikundu

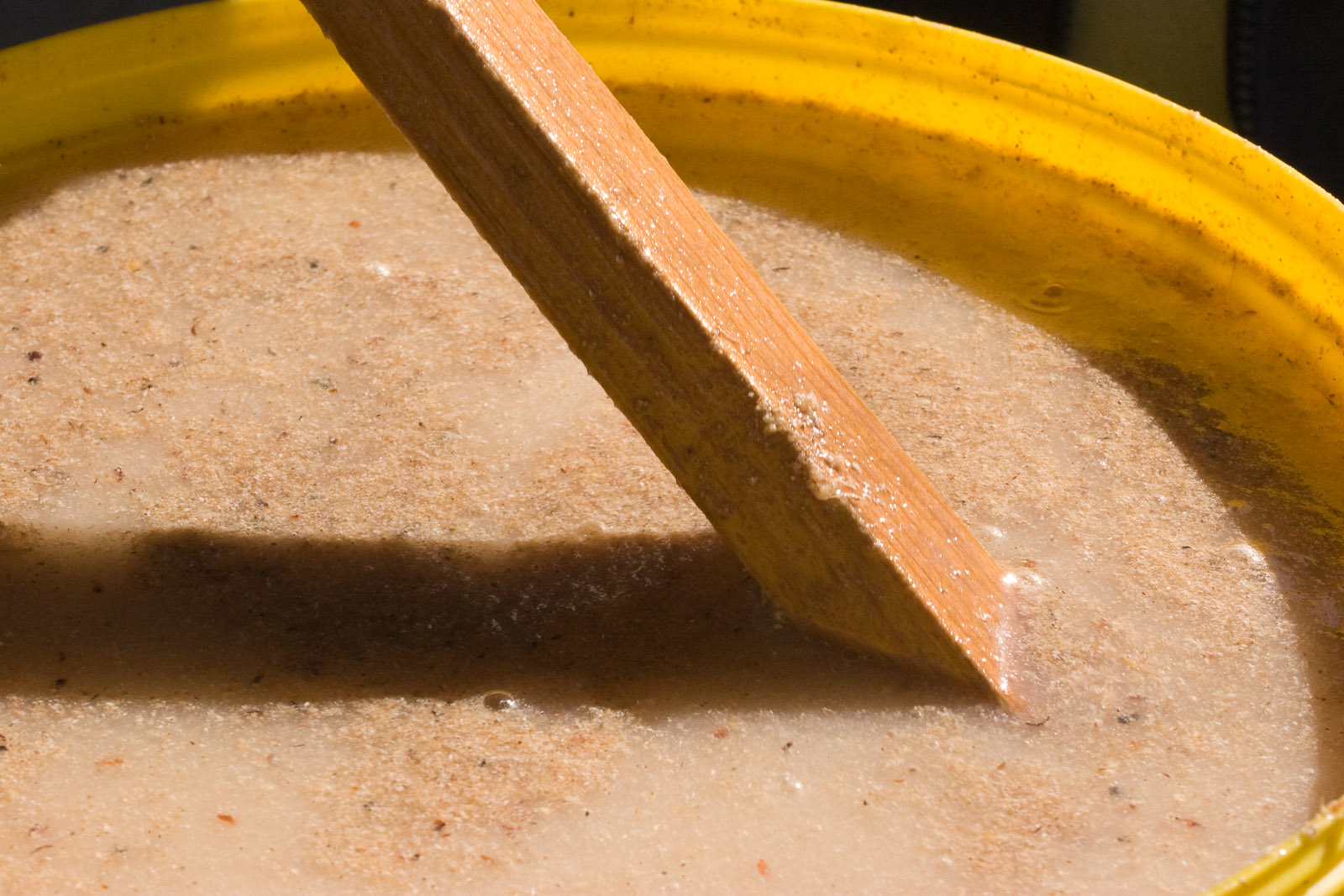
Herstellung von Oshikundu

Oshikundu, selten auch Ontaku, ist ein traditionelles Getränk aus Namibia, das aus fermentierter Mahangu und Sorghum (Hirsearten der Region) meistens zu Hause mittels Milchsäuregärung hergestellt wird. Da in dem Herstellungsprozess Stärke zu Alkohol wird, ist es eine Biersorte. Wie bei den meisten Heimbrauerei-Produkten variiert der Alkoholgehalt, er ist meistens niedrig. Oshikundu ist mit einem pH-Wert zwischen 3,33 und 3,6 ein säurehaltiges Getränk.

## Verbreitung
Oshikundu wird vorwiegend in Namibia konsumiert. Dort ist es vor allem im Norden in den Regionen Oshana, Oshikoto, Ohangwena und Omusati, als auch in Kavango-Ost und Kavango-West verbreitet. Auch in Windhoek und anderen Städten, in denen Owambo leben, ist Oshikundu verbreitet.
Das Getränk wird – in der alkoholfreien Variante – auch als Kindernahrungsmittel benutzt. Vor allem größere Haushalte stellen regelmäßig eigenes Oshikundu her.
Nach dem Brauen wird es oft in Eimern zügig auf die offenen Märkte gebracht und dort verkauft. Ein traditionelles Getränk der Eigenproduktion wird Oshikundu mittlerweile auch industriell hergestellt.
Namib Mills produziert unter der Marke Meme Mahangu eine Oshikundu-Mischung mit 1 kg Mahangumehl und gemälztem Sorgum. Auf der Verpackung ist die Zubereitungsweise angegeben. Die Menge reicht für 14 Liter Oshikundu.

## Herstellung
Rezepte werden seit Generationen, in der Regel von Frauen, mündlich weitergegeben. Sie weichen nur gering voneinander ab, da grundsätzlich nur Mahangumehl, gemälztes Sorghummehl und Wasser zur Zubereitung benötigt werden.
Zwei verschiedene Zubereitungsarten werden unterschieden. 1. Kochendes Wasser und Mahangumehl werden zu einem Brei verrührt und dann zur abgekühlten Masse Sorghum hinzugefügt. Zuletzt wird mit kaltem Wasser aufgefüllt. 2. Warmes Wasser wird mit Mahangu- und Sorghummehl direkt zu einem Brei verrührt. Zuletzt wird mit kaltem Wasser aufgefüllt.
Unabhängig von diesen beiden Variationen wird gegebenenfalls noch Kleie dazugegeben. Es ist außerdem üblich, Oshikundu vom Vortag als Starterkultur zu verwenden, aber auch ohne Starterkultur setzt ein Fermentationsprozess durch Milchsäuregärung ein.

## Inhaltsstoffe
Der Alkoholgehalt variiert je nach Region und Konsumgewohnheiten zwischen 1 % und 1,6 %. In den Regionen Ohangwena und Omusati (1,4 % – 1,6 %) wird im Gegensatz zu Oshana und Oshikoto (1 %) stärkeres Oshikundu bevorzugt.
Die Nährwerte variieren bei Protein zwischen 0,131 und 0,175 mg/ml und beim physiologischen Brennwert zwischen 38 und 52 kJ/100 ml.
Phosphor, Kalium, Magnesium, Calcium sind in großen Mengen enthalten, während Cerium nur in geringen Mengen nachzuweisen ist.
Die Milchsäurebakterien Lactobacillus plantarum, Lactococcus lactis, Lactobacillus delbrueckii, Lactobacillus fermentum, Lactobacillus pentosus und Lactobacillus curvatu konnten zu verschiedenen Anteilen in Oshikundu nachgewiesen werden und sind maßgeblich für die Gärung, wodurch auch Ethanol entsteht. Durch die wenig kontrollierten Gärungsbedingungen können sich auch verderblich auswirkende Bakterien wie Enterobacter cloacae und Cronobacter sakazakii schnell vermehren. Dennoch ist Oshikundu in der Regel gut bekömmlich und nur selten wird von Nahrungsmittelvergiftungen berichtet.